# Lagaș

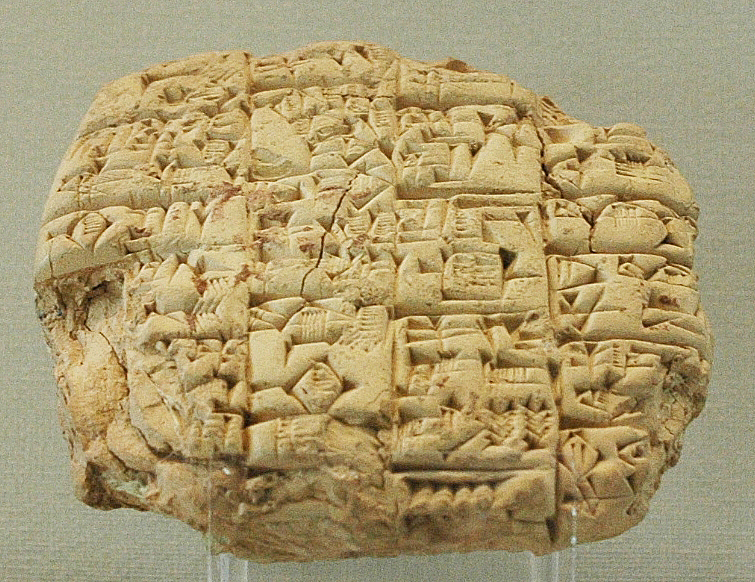
Tabletă cu scriere cuneiformă

Lagaș a fost un oraș-stat din Mesopotamia. A fost întemeiat în mileniul al IV-lea î.Hr. A cunoscut o remarcabilă afirmare politică și înflorire economică și culturală. Este cel dintâi oraș-stat care s-a impus sub conducerea regelui Eannatum,  eliberându-se de sub dominația statului-oraș akkadian Kiș. Inclus în Imperiul Akkadian, sub domnia lui Gudea, a cunoscut o epocă de pace. A fost distrus de elamiți.